# Giampiero Maini
Giampiero Maini (Rome, 29 september 1971) is een voormalig Italiaans voetballer die bij voorkeur als middenvelder speelde. Hij beëindigde zijn actieve loopbaan in 2005 bij AC Arezzo, dat destijds uitkwam in de Serie B.
Maini speelde op 4 juni 1997 zijn eerste en enige interland voor Italië. Onder leiding van bondscoach Cesare Maldini viel hij na 45 minuten in voor Angelo Di Livio in de vriendschappelijke wedstrijd tegen Engeland (2-0).

## Erelijst
AS Roma
- Coppa Italia

1991
 Vicenza
- Coppa Italia

1997
 AC Parma
- Coppa Italia

2002